# Mister Olympia 1967
El Mister Olympia 1967 fue la 3.ª edición de la competición profesional de fisicoculturismo, organizada por la Federación Internacional de Fisicoculturismo.

## Evento
El certamen se realizó el 16 de septiembre de 1967, en la Academia de Música de Brooklyn, en Nueva York, Estados Unidos. Las dos ediciones anteriores también se habían celebrado en la Academia.

## Ganador
La competición para este año estuvo muy pareja. Sergio Oliva, Chuck Sipes, Harold Poole y Dave Draper disputaron el título de Mister Olympia con expectativas, después que el concurso fuese un éxito total en sus dos primeras ediciones, donde el estadounidense Larry Scott saldría vencedor de forma consecutiva. Fue la primera edición en la que se permitió escuchar música grabada, la misma que identificaría a cada uno de los culturistas dentro del escenario. Todos los concursantes realizaron sus respectivas presentaciones, había tensión entre los espectadores pero a la vez expectativa por ver lo que sucedería al final. El cubano Sergio Oliva mostró su condición física ante los jurados, al igual que los demás competidores, aunque finalmente, los jueces se decantaron por el cubano, que terminó vencedor del tercer torneo más relavnte del fisicoculturismo. Fue la primera vez que un atleta latino ganaría la competición. Oliva recibió de las manos de Joe Weider la estatua de bronce y un cheque por 1000 dólares.
El cubano Sergio Oliva fue conocido como El Mito. Antes de vencer en el Mister Olympia, Oliva había ganado la competición de Mister Mundo en 1966 y el Mister Universo en 1967 (antes de la celebración del Mister Olympia).
| Posición | Culturista   |
| -------- | ------------ |
| 1        | Sergio Oliva |
| 2        | Chuck Sipes  |
| 3        | Harold Poole |